# Луций Аний Ларг (консул 109 г.)
Луций Аний Ларг (на латински: Lucius Annius Largus) е политик и сенатор на Римската империя през края на 1 и началото на 2 век. Произлиза от фамилията Ании от Перуджа или Лориум.
През 109 г. Ларг става суфектконсул на мястото на Авъл Корнелий Палма Фронтониан заедно с консула Публий Калвизий Тул Рузон.
Баща е на Луций Аний Ларг (консул 147 г.).